# 디알
디알 (DR, 본명 박종용, 1977년 12월 29일 ~ )은 대한민국의 가수 겸 드러머이다.

## 음반
슈가 도넛
- 《1집 Spinner Jump》 (2002년)
- 《Speed King》 (2003년)
- 《2집 Phantom Pain》 (2006년)
- 《3집 SugardonutS》 (2008년)
- 《Say Yes (EP)》 (2010년)

이디오테잎